# Orange, Massachusetts
Orange är en kommun (town) i Franklin County i delstaten Massachusetts, USA. Vid folkräkningen år 2010 bodde 7 839 personer på orten. Den har enligt United States Census Bureau en area på totalt 93,3 km² varav 2,4 km² är vatten.